# Ihr Menschen, rühmet Gottes Liebe

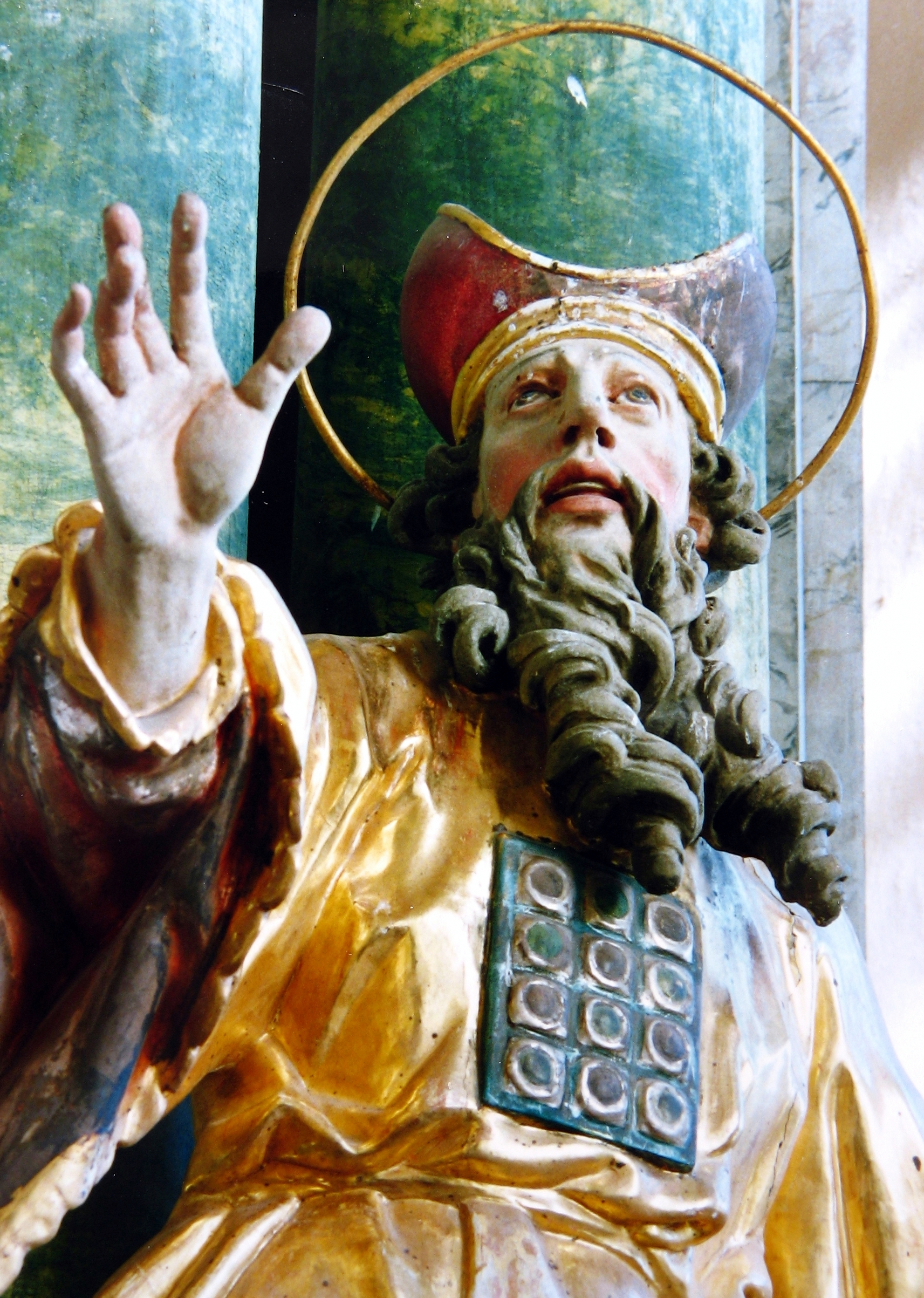
Zaccharie, par Anton Sturm, XVIIIe siècle

Ihr Menschen, rühmet Gottes Liebe (Hommes, célébrez l’amour de Dieu), (BWV 167), est une cantate religieuse de Johann Sebastian Bach composée à Leipzig pour la Nativité de Saint Jean-Baptiste qui tombait après le quatrième dimanche après la Trinité et jouée le 24 juin 1723. Pour cette destination liturgique, deux autres cantates ont franchi le seuil de la postérité : les BWV 7 et 30.

## Histoire et livret
Bach composa la cantate pendant sa première année à Leipzig peu après avoir été reçu cantor,. Il avait donné une ambitieuse cantate en 14 mouvements, Die Elenden sollen essen, BWV 75, lors de son premier service comme cantor le 30 mai 1723. En comparaison, sa première cantate en cinq mouvements pour une journée de célébration d'un saint est moins exigeante.
Les lectures prescrites étaient Isaïe 1–5 et 57–80, la nativité de saint Jean-Baptiste et le cantique de Zacharie. L'auteur inconnu a pris quelques phrases de l’Évangile telles qu'au début du deuxième mouvement Gelobet sei der Herr Gott Israel, ainsi que dans le cantique. Le texte développe l'idée que Jésus né d'une femme (« des Weibes Samen ») est destiné à racheter les péchés symbolisés par le serpent de la Bible. Le dernier récitatif invite à chanter les louanges de Zacharie, ce qui se réalise dans le cinquième verset par le Nun lob, mein Seel, den Herren (1549) de Johann Gramann,.

## Structure et instrumentation
La cantate est écrite comme une musique de chambre pour quatre solistes, soprano, alto, ténor et basse, un chœur à quatre voix seulement dans le choral final, clairon, hautbois da caccia, hautbois, deux violons, alto et basse continue. Le clairon ne fait que doubler la mélodie du choral.
1. aria : Ihr Menschen, rühmet Gottes Liebe, ténor
2. récitatif : Gelobet sei der Herr Gott Israel, alto
3. aria : Gottes Wort, das trüget nicht, soprano, alto
4. récitatif : Des Weibes Samen kam, basse
5. choral : Sei Lob und Preis mit Ehren

## Musique
À la différence des premières cantates jouées à Leipzig, Bach ne commence pas cette cantate avec un chœur mais avec une aria. Il est possible que Bach ait considéré dès le départ le cantique de Zacharie comme un chant de louange personnel. L'aria est accompagnée seulement des cordes, tantôt un violon solo, tantôt une dense texture de toutes les cordes. Le récitatif suivant qui se rapporte à Saint Jean et Jésus sur le chemin du salut se termine en arioso sur la phrase « mit Gnad und Liebe zu erfreun und sie zum Himmelreich in wahrer Buß zu leiten »  . Cet arioso est accompagné d'un ostinato du continuo semblable à une basse d'Alberti.
Le duo suivant, accompagné d'un hautbois da caccia obligé, présente une intense texture parce que les voix et le hautbois sont dans le même registre, souvent même en homophonie. La section centrale de la structure da capo est de nouveau en parties séparées. La première partie délaisse le trois temps par mesure de la section inaugurale pour le tempo habituel de quatre temps. Un canon des voix est accompagné à son début par un motif joué par le hautbois et le continuo. La seconde partie retrouve le tempo 3/4 sous des formes renouvelées, exprimant la joie et la jubilation.
Le récitatif suivant se termine également en arioso au moment de l'invitation à chanter les louanges comme le fit Zacharie. À ce moment, la mélodie du choral à venir est déjà présente dans le chant de la basse sur les mots « und stimmet ihm ein Loblied an ». Le choral final, un chant de louanges, est fondé sur la mélodie de Nun lob, mein Seel, den Herren. Bach ne l'a pas écrit simplement en quatre parties comme d'habitude. Au contraire, il utilise tous les instruments et toutes les voix simultanément. Le hautbois double le violon, une trompette piccolo intervient pour une seule intervention, doublant la soprano, le chœur est  engagé dans un concerto de l'orchestre,. L'arrangement anticipe les chorals de conclusion de l’Oratorio de Noël et de l’Oratorio de l'Ascension, composés plus de dix ans plus tard.

## Source
- (en) Cet article est partiellement ou en totalité issu de l’article de Wikipédia en anglais intitulé « Ihr Menschen, rühmet Gottes Liebe, BWV 167 » (voir la liste des auteurs).